# Shen Qiong
Shen Qiong (chiń. 沈琼, ur. 5 września 1981 w Szanghaju) – chiński siatkarz grający na pozycji przyjmującego; reprezentant Chin.
Karierę sportową rozpoczął w 1998 roku. Od tego roku gra w Shanghai Sport University, z którym w latach 2003–2008 zdobywał tytuł mistrza Chin.
W 1999 roku otrzymał powołanie do reprezentacji kadetów, rok później reprezentacji juniorów. Od 2001 roku gra w reprezentacji seniorskiej, której był kapitanem.
Ośmiokrotnie znalazł się w kadrze na Ligę Światową (w 2001, 2002, 2004, 2006, 2007, 2008, 2009 i 2010 roku).
Uczestniczył w trzech mistrzostwach świata – w 2002 roku z reprezentacją zajął 14. miejsce, w 2006 roku – 17. miejsce, a cztery lata później – 19. miejsce.
Znalazł się w składzie drużyny olimpijskiej, która na Letnich Igrzyskach Olimpijskich 2008 doszła do ćwierćfinału.